# Philopotamus
Philopotamus is een geslacht van schietmotten van de familie Philopotamidae.

## Soorten
- P. achemenus F Schmid, 1959
- P. caucasicus L Navas, 1933
- P. corsicanus Mosely, 1938
- P. hamatus Ulmer, 1912
- P. ketamus J Giudicelli & M Dakki, 1984
- P. liguricus H Malicky, 1984
- P. ludificatus R McLachlan, 1878
- P. montanus (E Donovan, 1813)
- P. picteti A Costa, 1871
- P. tenuis AV Martynov, 1913
- P. variegatus (JA Scopoli, 1763)